# Guillermo Constenla Umaña
Guillermo Constenla Umaña (Catedral, San José, 1 de febrero de 1944) es un ingeniero electromecánico, empresario y político costarricense. Constenla ha ejercido distintos cargos públicos incluidos el de Ministro de Obras Públicas y Transportes, diputado y presidente ejecutivo del Instituto Nacional de Seguros. Constenla fue elegido en febrero de 2019 como presidente del Partido Liberación Nacional, primera fuerza de oposición en el país, cargo que ejercería hasta poco después de las elecciones municipales de Costa Rica de 2020 de medio período.
Es licenciado en Derecho (2023), incorporado al Colegio de Abogados de Costa Rica  